# Quận Wheeler, Texas
Quận Wheeler (tiếng Anh: Wheeler County) là một quận trong tiểu bang Texas, Hoa Kỳ. Quận lỵ đóng ở thành phố Wheeler6. Theo kết quả điều tra dân số năm  2000 của Cục điều tra dân số Hoa Kỳ, quận có dân số 5284 người.